# Koindu
Koindu är en stad i Kailahundistriktet i Eastern Province, Sierra Leone. Befolkningen är huvudsakligen från den etniska gruppen Kissi. 
Koindu ligger i ett område rikt på diamanter och en omfattande internationell handel ägde rum i området. Att hålla diamantgruvorna var av yttersta vikt för rebellgruppen Revolutionary United Front (RUF) under inbördeskriget i Sierra Leone då det var en stor inkomstkälla för dem.
Vid staden finns en tullstation som åter öppnade i februari 2010. Den tullstation som tidigare legat där hade slutat med sin verksamhet under kriget, men hade tidigare dragit in stora summor till landet då omfattande internationell handel ägde rum i området. Det är även en del av försöken att minska smugglingen i området. Staden var ett handelsnav för Mano River Union, samt andra västafrikanska länder. I staden signerades år 2005 den så kallade Koindu-resolutionen för att öka samarbetet mellan de olika ländernas Kissibefolkningar.